# 그리고 가을이 왔다
"그리고 가을이 왔다"는 2015년에 제작한 대한민국의 영화이다.

## 캐스팅

### 주연
- 배유람 : 진웅 역
- 박예영

### 조연
- 이택근
- 이광우 : 채진 역

### 단역
- 강태우 : 횟집주인 역 (목소리)

## 수상
- 2015년 제14회 미쟝셴 단편영화제 수상 심사위원 특별상 연기부문 (배유람)
- 2015년 제15회 전북독립영화제 국내경쟁
- 2016년 제16회 대한민국청소년영화제 수상 작품상 - 입선 (최정호)
- 2016년 제13회 서울국제사랑년영화제 국제 단편 경쟁
- 2016년 제11회 대한민국 대학 영화제 본선 진출작 - 경쟁작
- 2016년 제9회 서울 세계 단편 영화제 상영작
- 2016년 제3회 포항맑은단편영화제 경쟁부문

## 같이 보기
- 2015년 대한민국의 영화 목록